# روبرت جونز (سياسي كندي)
روبرت جونز هو سياسي كندي، ولد في 1770 في نيويورك في الولايات المتحدة، وتوفي في 24 سبتمبر 1844. انتخب Member of the  Legislative Assembly of Lower Canada ‏ (1814 – 1824).